# Миелография

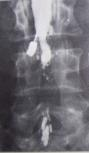
Рентген картина арахноидита при миелографии.

Миелография — рентгеноконтрастное исследование ликворопроводящих путей спинного мозга.

## Показания
Диагностика опухолей спинного мозга, грыж межпозвоночных дисков, хронических спинальных арахноидитов и других патологических процессов, ограничивающих просвет позвоночного канала.
В настоящее время данная методика используется относительно редко, связано это с распространением более совершенных методов медицинской визуализации: КТ и магнитно-резонансная томография. Не рекомендуется из-за высокой частоты неприятных побочных эффектов использовать данную методику у пациентов, которые в адекватные сроки могут быть обследованы на КТ и МРТ.

## Методика
Как правило, используется восходящая миелография с введением водорастворимого йодсодержащего препарата через поясничный прокол. Исследование выполняют при опущенном головном конце стола, что позволяет обнаружить нижнюю границу препятствия ликворотоку. В качестве контрастного вещества можно использовать воздух (пневмомиелография).